# Panama aux Jeux olympiques
Le Panama a participe à 17 reprises aux Jeux olympiques d'été et sa première participation remonte aux Jeux d'été de 1928. Le pays n'a jamais participé aux Jeux d'hiver.

## Liste des médaillés
| Médaille | Nom             | Jeux         | Sport      | Epreuve                 |
| -------- | --------------- | ------------ | ---------- | ----------------------- |
| Bronze   | Lloyd LaBeach   | Londres 1948 | Athlétisme | 100 m hommes            |
| Bronze   | Lloyd LaBeach   | Londres 1948 | Athlétisme | 200 m hommes            |
| Or       | Irving Saladino | Pékin 2008   | Athlétisme | Saut en longueur hommes |
| Argent   | Atheyna Bylon   | Paris 2024   | Boxe       | Poids moyens femmes     |

- (en) Cet article est partiellement ou en totalité issu de l’article de Wikipédia en anglais intitulé « Panama at the Olympics » (voir la liste des auteurs).